# Campionato europeo maschile under 19 di calcio 2013 - Turno Elite
Le 28 squadre promosse dal turno di qualificazione sono state divise in 7 gironi di 4. Si sono qualificate alla fase finale le prime classificate di ogni girone.

## Teste di serie e sorteggio
Il sorteggio si è tenuto il 5 dicembre 2012 a Nyon presso la sede della UEFA.
| Gruppo        | Fascia 1                                                   | Fascia 2                                                        | Fascia 3                                                                 | Fascia 4                                             |
| ------------- | ---------------------------------------------------------- | --------------------------------------------------------------- | ------------------------------------------------------------------------ | ---------------------------------------------------- |
| 1 2 3 4 5 6 7 | Spagna Serbia Turchia Austria Paesi Bassi Danimarca Scozia | Germania Inghilterra Croazia Ucraina Francia Portogallo Irlanda | Rep. Ceca Russia Polonia Norvegia Bosnia ed Erzegovina Slovacchia Belgio | Svizzera Bulgaria Italia Grecia Svezia Georgia Cipro |

## Risultati

### Gruppo 1
| Pos. | Squadra              | Pt | G | V | N | P | GF | GS | DR |
| ---- | -------------------- | -- | - | - | - | - | -- | -- | -- |
| 1.   | Francia              | 9  | 3 | 3 | 0 | 0 | 5  | 0  | +5 |
| 2.   | Austria              | 6  | 3 | 2 | 0 | 1 | 9  | 1  | +8 |
| 3.   | Svezia               | 3  | 3 | 1 | 0 | 2 | 3  | 8  | -5 |
| 4.   | Bosnia ed Erzegovina | 0  | 3 | 0 | 0 | 3 | 2  | 10 | -8 |

| Arbitro: | Stavros Tritsonis |

|                          |           |  |
| Hunou 8’, 77’ Rabiot 56’ | Marcatori |  |

| Arbitro: | Daniel Stefański |

|                                                                 |           |  |
| Murg 29’, 78’ Wimmer 53’ Sabitzer 66’ Schöpf 70’ Geissler 90+2’ | Marcatori |  |

| Arbitro: | Daniel Stefański |

|  |           |                   |
|  | Marcatori | 25’ (rig.) Benzia |

| Arbitro: | Dumitri Muntean |

|                        |           |  |
| Sabitzer 33’, 37’, 62’ | Marcatori |  |

| Arbitro: | Stavros Tritsonis |

|            |           |  |
| Benzia 28’ | Marcatori |  |

| Arbitro: | Dumitri Muntean |

|                                |           |                      |
| Tankovic 12’, 87’ Lundholm 25’ | Marcatori | 57’ Hodžić 77’ Marić |

### Gruppo 2
| Pos. | Squadra    | Pt | G | V | N | P | GF | GS | DR |
| ---- | ---------- | -- | - | - | - | - | -- | -- | -- |
| 1.   | Serbia     | 4  | 3 | 1 | 1 | 1 | 4  | 1  | +3 |
| 2.   | Svizzera   | 4  | 3 | 1 | 1 | 1 | 3  | 4  | -1 |
| 3.   | Slovacchia | 4  | 3 | 1 | 1 | 1 | 4  | 6  | -2 |
| 4.   | Irlanda    | 3  | 3 | 0 | 3 | 0 | 4  | 4  | 0  |

| Arbitro: | Sergej Lapočkin |

|                       |           |                    |
| Byrne 16’ Sadlier 23’ | Marcatori | 43’ Frey 52’ Campo |

| Arbitro: | Orel Grinfeld |

|                                                |           |  |
| Đurđević 42’ (rig.), 43’ Luković 48’ Antić 57’ | Marcatori |  |

| Arbitro: | Orel Grinfeld |

|                       |           |                       |
| Marcin 54’ Rusnák 90’ | Marcatori | 24’ Byrne 90+2’ Smith |

| Arbitro: | Nerijus Dunauskas |

|  |           |              |
|  | Marcatori | 67’ Alesevic |

| Surčin 11 giugno 2013, ore 17:30 UTC+2 | Irlanda           | 0 – 0 referto | Serbia | Stadion Srem Jakovo\| Arbitro: \| Nerijus Dunauskas \| |
| Arbitro:                               | Nerijus Dunauskas |               |        |                                                        |

| Arbitro: | Sergej Lapočkin |

|  |           |                            |
|  | Marcatori | 24’ Duda 62’ (rig.) Rusnák |

### Gruppo 3
| Pos. | Squadra    | Pt | G | V | N | P | GF | GS | DR  |
| ---- | ---------- | -- | - | - | - | - | -- | -- | --- |
| 1.   | Portogallo | 9  | 3 | 3 | 0 | 0 | 12 | 1  | +11 |
| 2.   | Danimarca  | 6  | 3 | 2 | 0 | 1 | 10 | 1  | +9  |
| 3.   | Rep. Ceca  | 3  | 3 | 1 | 0 | 2 | 3  | 10 | -7  |
| 4.   | Bulgaria   | 0  | 3 | 0 | 0 | 3 | 1  | 14 | -13 |

| Arbitro: | Mete Kalkavan |

|                                                           |           |  |
| Zohore 21’, 47’ Hýbl 38’ (aut.) Amankwaa 43’ Da Silva 82’ | Marcatori |  |

| Arbitro: | Andreas Ekberg |

|                                                                                                   |           |  |
| Bernardo Silva 6’ Gonçalo Paciência 18’, 26’, 90+2’ Hélder Costa 31’ Bruma 45+2’ João Cancelo 88’ | Marcatori |  |

| Arbitro: | Serdar Gözübüyük |

|                                                        |           |  |
| Lindberg 35’, 42’ (rig.), 64’ Nørgaard 61’ Nielsen 88’ | Marcatori |  |

| Arbitro: | Mete Kalkavan |

|           |           |                                              |
| Juliš 31’ | Marcatori | 20’, 64’, 87’ (rig.) Bruma 80’ João Teixeira |

| Arbitro: | Serdar Gözübüyük |

|                  |           |  |
| Bruma 88’ (rig.) | Marcatori |  |

| Arbitro: | Andreas Ekberg |

|                    |           |                      |
| Vejmola 33’ (aut.) | Marcatori | 54’ Svoboda 67’ Hýbl |

### Gruppo 4
| Pos. | Squadra | Pt | G | V | N | P | GF | GS | DR |
| ---- | ------- | -- | - | - | - | - | -- | -- | -- |
| 1.   | Spagna  | 7  | 3 | 2 | 1 | 0 | 4  | 1  | +3 |
| 2.   | Croazia | 5  | 3 | 1 | 2 | 0 | 4  | 2  | +2 |
| 3.   | Grecia  | 2  | 3 | 0 | 2 | 1 | 2  | 4  | -2 |
| 4.   | Polonia | 1  | 3 | 0 | 1 | 2 | 1  | 4  | -3 |

| Arbitro: | Tore Hansen |

|                |           |            |
| Kiš 66’ (rig.) | Marcatori | 12’ Goutas |

| Arbitro: | Anatolij Žabčenko |

|          |           |  |
| Vico 28’ | Marcatori |  |

| Arbitro: | Anthony Taylor |

|                          |           |  |
| Serrano 90+2’ Vico 90+3’ | Marcatori |  |

| Arbitro: | Anatolij Žabčenko |

|  |           |                       |
|  | Marcatori | 53’ Ivančić 79’ Alvir |

| Arbitro: | Anthony Taylor |

|           |           |               |
| Brlek 55’ | Marcatori | 77’ Bordonado |

| Arbitro: | Tore Hansen |

|            |           |                |
| Sounas 56’ | Marcatori | 45+1’ Kurowski |

### Gruppo 5
| Pos. | Squadra     | Pt | G | V | N | P | GF | GS | DR |
| ---- | ----------- | -- | - | - | - | - | -- | -- | -- |
| 1.   | Paesi Bassi | 6  | 3 | 2 | 0 | 1 | 3  | 2  | +1 |
| 2.   | Norvegia    | 6  | 3 | 2 | 0 | 1 | 7  | 3  | +4 |
| 3.   | Germania    | 3  | 3 | 1 | 0 | 2 | 4  | 5  | -1 |
| 4.   | Cipro       | 3  | 3 | 1 | 0 | 2 | 2  | 6  | -4 |

| Arbitro: | Petr Ardeleánu |

|                                              |           |                 |
| Schnellhardt 44’ Werner 67’ Pledl 87’ (rig.) | Marcatori | 80’ C. Kyriakou |

| Arbitro: | Hugo Miguel |

|                        |           |           |
| Darri 69’ Achahbar 84’ | Marcatori | 62’ Finne |

| Arbitro: | Petr Ardeleánu |

|  |           |            |
|  | Marcatori | 19’ Djamas |

| Arbitro: | Padraig Sutton |

|                                       |           |                  |
| Omoijuanfo 11’ Rønning 28’ Selnæs 49’ | Marcatori | 36’ (rig.) Pledl |

| Arbitro: | Padraig Sutton |

|  |           |            |
|  | Marcatori | 90+2’ Haye |

| Arbitro: | Hugo Miguel |

|  |           |                                |
|  | Marcatori | 56’, 77’ Elyounoussi 80’ Finne |

### Gruppo 6
| Pos. | Squadra     | Pt | G | V | N | P | GF | GS | DR |
| ---- | ----------- | -- | - | - | - | - | -- | -- | -- |
| 1.   | Georgia     | 7  | 3 | 2 | 1 | 0 | 6  | 2  | +4 |
| 2.   | Inghilterra | 5  | 3 | 1 | 2 | 0 | 5  | 2  | +3 |
| 3.   | Belgio      | 2  | 3 | 0 | 2 | 1 | 3  | 5  | -2 |
| 4.   | Scozia      | 1  | 3 | 0 | 1 | 2 | 3  | 8  | -5 |

| Arbitro: | Emir Alečković |

|                     |           |                            |
| Beck 19’ McLeod 24’ | Marcatori | 48’ Verstraete 55’ de Sart |

| Arbitro: | Sascha Amhof |

|             |           |               |
| Clayton 38’ | Marcatori | 8’ Pantsulaia |

| Arbitro: | Carlos Del Cerro |

|            |           |                                            |
| Fraser 76’ | Marcatori | 28’ Kacharava 66’ Zivzivadze 72’ Endeladze |

| Arbitro: | Emir Alečković |

|           |           |             |
| Foket 27’ | Marcatori | 90+5’ Baker |

| Arbitro: | Carlos Del Cerro |

|                                           |           |  |
| Coulthirst 17’ Baker 33’ (rig.) Akpom 74’ | Marcatori |  |

| Arbitro: | Sascha Amhof |

|                             |           |  |
| Pantsulaia 56’ Samushia 78’ | Marcatori |  |

### Gruppo 7
| Pos. | Squadra | Pt | G | V | N | P | GF | GS | DR |
| ---- | ------- | -- | - | - | - | - | -- | -- | -- |
| 1.   | Turchia | 9  | 3 | 3 | 0 | 0 | 9  | 2  | +7 |
| 2.   | Italia  | 4  | 3 | 1 | 1 | 1 | 5  | 8  | -3 |
| 3.   | Ucraina | 3  | 3 | 1 | 0 | 2 | 2  | 4  | -2 |
| 4.   | Russia  | 1  | 3 | 0 | 1 | 2 | 5  | 7  | -2 |

| Arbitro: | Harald Lechner |

|  |           |           |
|  | Marcatori | 74’ Rozzi |

| Arbitro: | Georgi Kabakov |

|                |           |                        |
| Çalık 74’, 82’ | Marcatori | 19’ (rig.) Ovsjannikov |

| Arbitro: | Tobias Welz |

|                                                                  |           |           |
| Yokuşlu 9’ Çalhanoğlu 49’ (rig.), 71’ (rig.) Yılmaz 55’ Uçan 67’ | Marcatori | 27’ Rozzi |

| Arbitro: | Harald Lechner |

|           |           |                            |
| Bolov 69’ | Marcatori | 11’ Choblenko 31’ Jurčenko |

| Arbitro: | Tobias Welz |

|  |           |                 |
|  | Marcatori | 38’, 76’ Yılmaz |

| Arbitro: | Georgi Kabakov |

|                                      |           |                               |
| Garritano 18’ Benassi 45’ Moroni 80’ | Marcatori | 37’, 46’ Panjukov 52’ Efremov |